# Франтишек Шорм
Франтишек Шорм (28 февруари 1913 – 18 ноември 1980) е чехословашки и чешки химик-органик и биохимик, професор (1946), академик (1952). Председател на Чехословашката академия на науките (1962-1970). Чуждестранен член на БАН (1961).
Работи върху терпени, алкалоиди и антибиотици, стероиди и белтъци и някои технологични проблеми. Носител е на Държавната награда на ЧССР (1950, 1951 и 1952) и на Държавната награда „Клемент Готвалд“ (1958 и 1963).